# Zhou Dongyu
Dans ce nom chinois, le nom de famille, Zhou, précède le nom personnel Dongyu.
Zhou Dongyu est une actrice et modèle chinoise (chinois: 周冬雨 ; pinyin : Zhōu Dōngyǔ) née le 31 janvier 1992.
Elle a été révélée en 2010 par le film de Zhang Yimou Sous l'aubépine. En 2023, elle tient l'un des trois rôles principaux dans le film du réalisateur singapourien Anthony Chen, Un hiver à Yanji.

## Filmographie

### Actrice de cinéma
- 2010 : Sous l'aubépine (山楂树之恋) : Jingqiu
- 2014 : Mon Vieux camarade de classe (同桌的妳) : Zhou xiao Zhi
- 2014 : Breakup Buddies (心花路放)
- 2018 : Us and Them (|後來的我們) : Xiaoxiao
- 2018 : Animal World (动物世界) : Liu Qing
- 2019 : My People, My Country (我和我的祖国) : une infirmière
- 2019 : Better Days (少年的你) : Chen Nian
- 2021 : Des feux dans la plaine (平原上的火焰) de Zhang Ji (zh) : Li Fei
- 2023 : Un hiver à Yanji (燃冬) : Nana

### Actrice de télévision

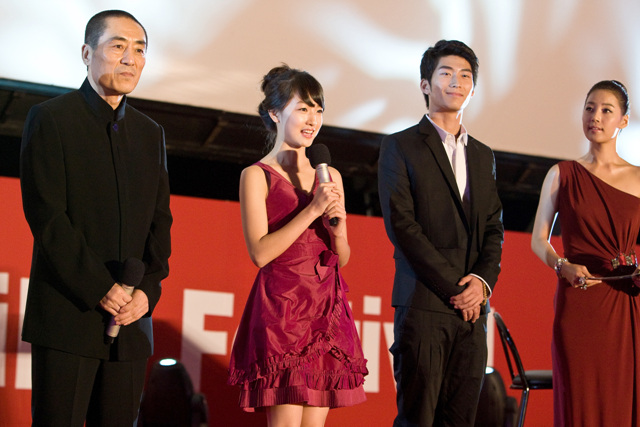
Présentation du film 山楂树之恋 en 2010

- 2012 : Big Shot (大牌驾到)
- 2016 : Love is Life & Lies (遇见爱情的利先生)

## Prix
- 53e Golden Horse Film Festival and Awards 2016 : meilleure actrice (avec Ma Sichun)
- Hong Kong Film Awards 2020 : Meilleure actrice pour Better Days[1]